# مادوک (داکوتای شمالی)
مادوک(به انگلیسی: Maddock) شهری در ایالت داکوتای شمالی کشور ایالات متحده آمریکا است که جمعیت آن در سرشماری سال ۲۰۱۰ میلادی، ۳۸۲ نفر بوده‌است.